# Graphis emersa
Graphis emersa är en lavart som beskrevs av Müll. Arg. Graphis emersa ingår i släktet Graphis och familjen Graphidaceae.   Inga underarter finns listade i Catalogue of Life.